# 438 a.C.

## Eventos
- Mamerco Emílio Mamercino, Lúcio Quíncio Cincinato e Lúcio Júlio Julo, tribunos consulares em Roma.

## Mortes
- Píndaro, poeta grego (n. 518 a.C.)